# Aérodrome d'Enghien Moisselles
L’aérodrome d'Enghien Moisselles (code OACI : LFFE) est un aérodrome à usage restreint, situé sur les communes de Moisselles, Attainville et Ezanville, dans le Val-d'Oise en région Île-de-France.
Non contrôlé, il est utilisé pour la pratique de l'aviation légère, de l'ULM et de l'aéromodélisme.

## Historique
En 1931 la ville d'Enghien les bains, avec l'aéroclub Les Ailerons crée, sur la commune de Moisselles, l'école de vol à voile André Chalaux avec quatre planeurs.
En 1933, avec l'essor de l'aviation légère, l'association des Ailes enghiennoises acquiert 25 hectares sur la commune de Moisselles et des communes avoisinantes (Attainville, Ezanville) pour y créer l’aérodrome d’Enghien-Moisselles. L'achat est subventionné par l'état qui apporte 50 % du budget pour le terrain et les aménagements.
Le terrain est ouvert en 1934-1935 et l'exploitation en est confiée à l'aéroclub de Royan. Deux hangars y sont construits (un pour les avions et un pour les planeurs) ainsi qu'un garage et un club-house.
C'est en 1949 que Jean Michel Vernhes devient président de l'aéroclub Les Ailerons. Il le restera jusqu'en 1971.
En 1959, l'aérodrome acquiert le statut d'« aérodrome d’aviation légère et sportive ». 
Depuis la construction de l'aéroport de Roissy, l'aérodrome est passé en usage restreint. Seuls les aéronefs basés (sauf dérogation) sont autorisés à y voler.
En 2017, la piste 16/34 est  supprimée. Seule demeure la 07/25

## Situation
L'aérodrome s'étend principalement sur la commune de Moisselles, à 19 km au nord de Paris.
Il est situé dans la zone R262 à l'intérieur de la classe d'espace D de la région parisienne.
D'une superficie de 25 hectares, il possède aujourd'hui une piste de 740 mètres en herbe QFU 07/25.

### Gestionnaire
L'aérodrome est géré par l'unique aéro-club, Les Ailerons, situé sur le terrain. 

### Équipements
- Un hangar pour les avions de l'aéroclub.
- Un atelier mécanique agréé[8] par l'OSAC.
- Cinq hangars pour les avions privés, dont un atelier de construction amateur (affilié au RSA).
- Un club-house.
- Une station Total (AVGAS 100LL).

## Activités

### Les Ailerons
L'aéroclub Les Alilerons, association loi 1901, est gestionnaire du terrain et école de formation ATO. L'aéroclub possède une section aéromodéliste affiliée à la FFAM, ainsi qu'une section dédiée à la construction amateur affiliée au RSA.

### Aviation légère
La flotte est composée d'avions C152 et C172 (Cessna), d'un DA40-180 (Diamond) et d'un Emeraude CP320. Il dispose de son propre UEA (Atelier mécanique).

### Aéronefs privés
Les hangars abritent divers avions de propriétaires privés ainsi que des ULM (multi-axes, autogire) et un atelier RSA pour la construction amateur.

### Aéromodélisme
La section aéromodéliste Les Ailerons Maquettes évolue au sud-est du terrain sur une piste dédiée.

## Cinéma
L'aérodrome d'Enghien Moisselles a servi de décor pour plusieurs films et séries :
- Horizons sans fin de Jean Dréville avec Gisèle Pascal et Maurice Ronet (1953)[14]
- Les Aventuriers de Robert Enrico, avec Lino Ventura et Alain Delon (1967)[15]
- L'Animal de Claude Zidi avec Jean-Paul Belmondo (1977)[16]
- Le Proc série télé avec François-Eric Gendron (2006)
- Capitaine Marleau épisode 7 À ciel ouvert de Josée Dayan (2017)[17]